# The Blazing World (pel·lícula)
The Blazing World és una pel·lícula de terror-thriller fantàstica estatunidenca del 2021 escrita i dirigida per Carlson Young (al seu debut a la direcció de llargmetratges) i coescrit per Pierce Brown. La pel·lícula és protagonitzada per Udo Kier, Dermot Mulroney, Vinessa Shaw, Soko, John Karna, Young i Edith González en el seu darrer paper cinematogràfic abans de la seva mort el 2019. La pel·lícula està llunyanament inspirada en el treball homònim de Margaret Cavendish de 1666. El 2018, Young va escriure, dirigir i protagonitzar el curtmetratge del mateix nom, abans d'ampliar les bases i les idees per al llargmetratge. És el primer d'una trilogia de pel·lícules planificada titulada Saturn Returns.

## Repartiment
- Udo Kier com a Lained
- Dermot Mulroney com a Tom Winter
- Vinessa Shaw com Alice Winter
- Soko com a Margot
- John Karna com a Blake
- Carlson Young com Margaret Winter
- Liz Mikel com a Dr. Cruz

## Llançament
La pel·lícula es va estrenar al Festival de Cinema de Sundance de 2021 el 31 de gener de 2021 a la secció Next.

## Recepció
El lloc web de l'agregador de ressenyes Rotten Tomatoes el tenia amb una puntuació del 59% basada en les ressenyes de 49 crítics. El consens del lloc diu: "El guió dispers de The Blazing World no sempre és capaç de donar suport a les ambicions de l'escriptora, directora i estrella Carlson Young, però les seves imatges captivadores criden l'atenció". A Metacritic té una puntuació del 33% basada en les ressenyes de 9 crítics, indicant "crítiques generalment desfavorables".
Meagan Navarro de Bloody Disgusting va escriure: "El debut de Young és ambiciós i es nega a adherir-se a la conformitat comercial. Potser no arriba a les seves marques emocionals ni reinventa substancialment les representacions de trauma, però és difícil avorrir-se mai d'una pel·lícula que juga com una capritxós conte de fades de terror sobre àcid".
Monica Castillo i Kristy Puchko de RogerEbert.com tenien una visió diferent de la pel·lícula. Segons Puchko, la pel·lícula "és impressionant" i "espectacular[s] amb indignació", mentre que Castillo diu que "The Blazing World es queda curta narrativament i visualment".
Frank Scheck de The Hollywood Reporter va comentar que "Hi ha molta imaginació exposada a The Blazing World, però està enterrada enmig del jo narratiu i autoindulgència estilística que suposa que ens interessarà fer aquest viatge tan estrany i, en definitiva, enervant".
Guy Lodge de Variety va expressar una reacció mixta, afirmant que la pel·lícula "llança un munt ornamentat de disseny de producció a una metàfora psicològica amb guió anèmic, i compta amb una combinació de pols de fades i nervi decidit per fer volar tot l'enginy".
Sarah Jane de The Austin Chronicle, va qualificar la pel·lícula d' "excés de farciment i sobreextensió". Va elogiar la banda sonora (especialment les cançons d'Isom Innis i Sean Cimino com a Peel), que (juntament amb l'aparició de Soko) "van animar" la pel·lícula.

## Premis
Va rebre una menció a la millor opera prima al LIV Festival Internacional de Cinema Fantàstic de Catalunya.